# Chromebook Pixel

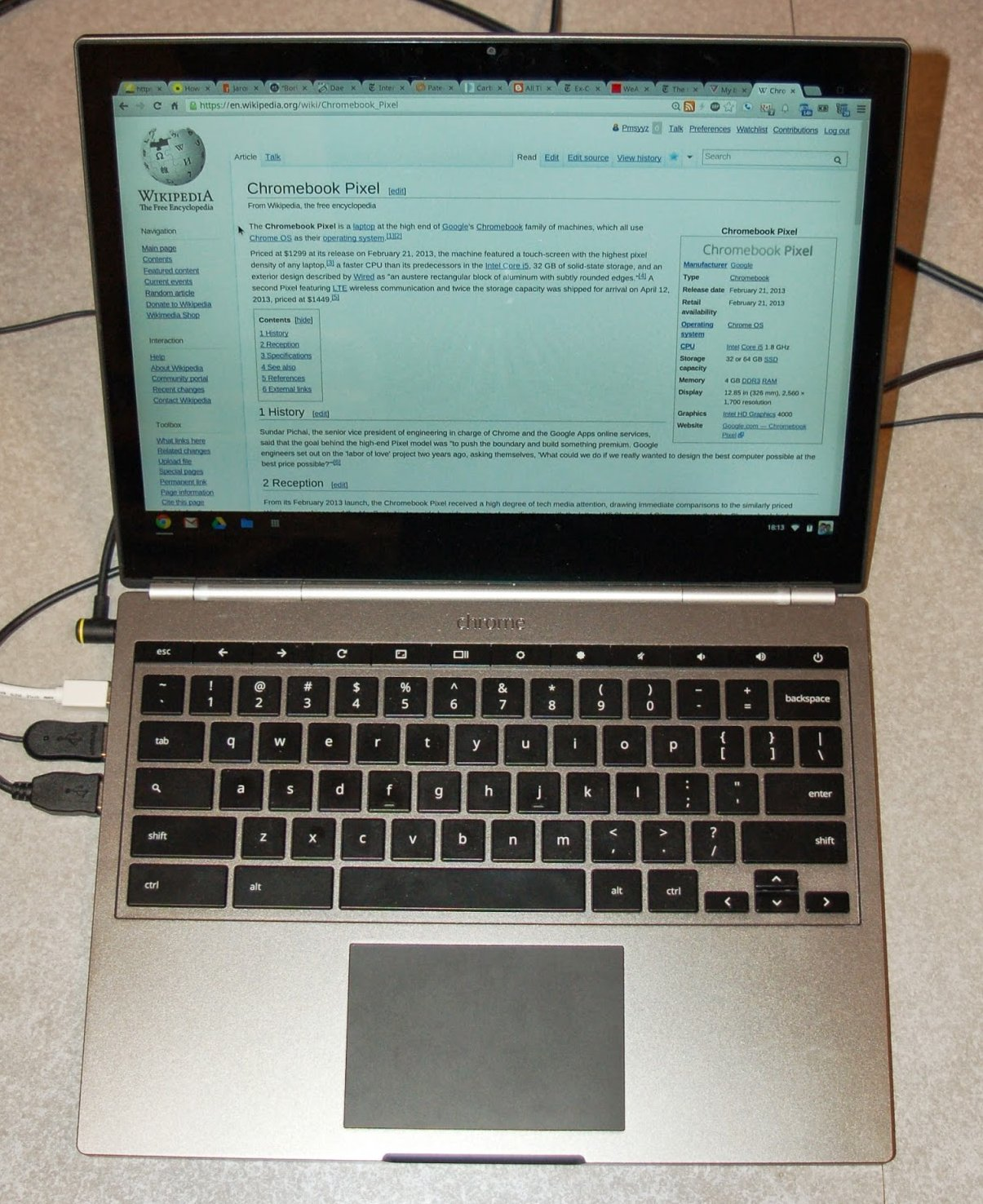
Chromebook Pixel

Il Chromebook Pixel è un computer portatile di fascia alta della famiglia dei Google Chromebook, che hanno tutti preinstallato il sistema operativo Chrome OS. Il Chromebook Pixel fa parte della serie di prodotti denominata Google Pixel.

## Descrizione
Ad agosto 2016 Google ha interrotto la vendita del Chromebook Pixel. Il 4 ottobre 2017 Google ha annunciato il suo successore, il Google Pixelbook.
Lanciato il 21 febbraio 2013, era dotata di un display touch-screen con la più alta densità di pixel di qualsiasi laptop, con una CPU Intel Core i5, 32 GB di memoria, un design esterno con una barra luminosa colorata sul coperchio. Un secondo Pixel con connettività LTE e archiviazione da 64 gb sono stati introdotti il 12 aprile 2013 e hanno avuto un prezzo leggermente superiore rispetto al modello base.
Oltre a Chrome OS, i Chromebook Pixel possono eseguire altri sistemi operativi, tra cui Ubuntu e Android, che a loro volta supportano più applicazioni offline.